# Оливија Родриго
Оливија Изабел Родриго (енгл. Olivia Isabel Rodrigo; Мјуријета, 20. фебруар 2003) америчка је кантауторка и глумица. Постала је позната по главним улогама у Дизнијевим серијама Чудакиње (2016—2019) и Средњошколски мјузикл: Мјузикл: Серија (2019—2022).
Током 2020. потписала је уговор са дискографским кућама Geffen и Interscope Records, а потом издала свој дебитантски сингл Drivers License, који је оборио неколико рекорда и постао једна од најпродаванијих песама године, чиме је стекла мејнстрим славу. Касније је објавила синглове Deja Vu и Good 4 U. Затим је издала свој дебитантски студијски албум под називом Sour (2021), који је наишао на позитивне критике и остварио комерцијални успех, те освојио разна признања као и три награде Греми. Године 2022. објавила је други студијски албум, Guts, коме су претходила два сингла: Vampire и Bad Idea Right?.
Издала је три сингла која су заузела прво место топ-листе Billboard Hot 100, објавила један албум који се нашао на врху топ-листе Billboard 200 и добила неколико платинумских признања Америчког удружења дискографских кућа. Поред осталих признања, освојила је једну Америчку музичку награду, седам Билбордових музичких награда и три МТВ видео музичке награде. Часопис Time је прогласио за познату личност 2021. године, а Billboard за жену године 2022.

## Детињство и образовање
Оливија Исабел Родриго је рођена 20. фебруара 2003. у болници Ренчо спрингс у Мјуријети. Живела је и одрасла у суседној Темекјули. Родригова је мелескиња; њен отац је филипински Американац, док јој је мајка немачког и ирског порекла. Отац јој ради као породични терапеут, а мајка као наставница у школи. Изјавила је да се њен прадеда по оцу преселио са Филипина у САД као тинејџер и да њена породица прати филипинску традицију и кухињу. Родригова је почела да похађа вокалне часове у обданишту и убрзо је научила да свира клавир. Са шест година је да похађа часове глуме и певања, а глумила је у позоришним представама у основној школи Лиса Џ. Мејлс и средњој школи Дороти Маклини. Са 12 година је научила да свира гитару. Одрастала је слушајући омиљену алтернативну рок музику својих родитеља, као и групе No Doubt, Pearl Jam, The White Stripes и Green Day. Родригова се заинтересовала за писање песама након што је почела да слуша кантри музику, а посебно америчку кантауторку, Тејлор Свифт. Преселила се у Лос Анђелес када је добила улогу у серији Чудакиње.

## Каријера

### 2015—2019: Рани радови иСредњошколски мјузикл: Мјузикл: Серија
Родригова се први пут појавила на екрану у реклами за Old Navy. Убрзо након тога остварила је 2015. глумачки деби глумећи главну улогу по имену Грејс Томас у direct-to-video филму, An American Girl: Grace Stirs Up Success. Године 2016. Родригова је добила признање за главну улогу Пејџ Олвере, гитаристкиње у серији -а под називом Чудакиње, коју је глумила три сезоне.
У фебруару 2019. добила је главну улогу Нини Салазар-Робертс у серији -а под називом Средњошколски мјузикл: Мјузикл: Серија, која је премијерно емитована у новембру исте године; за саундтрек серије, Родригова је написала песму „All I Want”, као и „Just for a Moment” заједно са колегом, Џошуом Басетом. Родригова је добила позитивне критике за своју глуму, док ју је Џоел Келер из Decider-а назвао „изузетно привлачном”.

### 2020—данас: Музички пробој и
Родригова је 2020. потписала уговор са дискографским кућама Interscope Records и Geffen Records. Преговарала је о уговору са кућама како би осигурала власништво над својим делима. Дана 8. јануара 2021. објавила је свој дебитантски сингл „”, који је написала с продуцентом, Деном Нигроом. У року од једне седмице од објављивања, „Drivers License” је добио позитивне критике и оборио је 11. јануара рекорд на Spotify-у за највећи број стримова песме која није празнична, са преко 15,7 милиона стримова, као и преко 17 милиона стримова следећег дана. Затим је оборио још један рекорд на Spotify-у за прву песму у историји која је имала 80 милиона стримова за седам дана. Песма је дебитовала на првом месту америчке листе  100, као и у бројним другим земљама. Родригова је у једном интервјуу изјавила: „то била апсолутно најлуђа седмица у мом животу ... Цео мој живот се, као, променио у трену.”
Дана 1. априла 2021. Родригова је објавила свој следећи сингл „”, који је дебитовао на осмом месту листе Billboard Hot 100, чиме је постала први извођач који је дебитовао са своја прва два издања у првих 10 листе Hot 100. „Good 4 U”, трећи сингл који је претходио њеном деби албуму, уследио је 14. маја 2021. и постао њен други сингл који је дебитовао на првом месту листе Hot 100. Sour, њен дебитантски албум, објавила је 21. маја 2021. и добио је позитивне критике. Чарли Ган из The Forty-Five-а назвао га је „најбољим албумом за одрастање од раних радова Тејлор Свифт или Лорд”. Крис Моланфи из Slate-а рекао је да су већ прва три сингла с албума утврдила „статус [Родригове] као најсвестранијег новог извођача генерације ”. Према критичару Робину Мареју из Clash-а, Родригова се сматра једним од најбољих извођача генерације Z, док ју је Variety назвао „гласом своје генерације” у насловној причи о Родриговој. Sour је дебитовао на првом месту листе  200 и провео је укупно пет седмица на том месту, поставши албум женског извођача с најдужим периодом на врху листе током 2021. године. У јуну 2021. премијерно је емитован Sour Prom, концертни филм са темом матурске вечери на YouTube-у. Дана 6. децембра 2021. Родригова је најавила светску турнеју, као и наступе у САД, Канади и Европи. Грејси Абрамс, Холи Хамберстоун и Baby Queen су најављене као предгрупе турнеје. Три дана касније Time ју је прогласио забављачем године. Дана 24. децембра 2021. Родригова је објавила на Instagram-у исечак божићне песме под називом „The Bels” коју је написала и снимила са пет година. Према Billboard-у, Родригова је завршила 2021. као најпродаванији извођач синглова широм света, имајући осам песама на листи Global 200 на крају године, укључујући „Drivers License” (бр. 4), „Good 4 U” (бр. 9) и „Deja Vu” (бр. 27). У САД и УК, Sour је био трећи, односно четврти најпродаванији албум 2021. године. Sour и „Drivers License” су такође били најстримованији албум и песма на Spotify-у.
Дана 17. фебруара 2022. Родригова је објавила најаву свог документарног филма на Disney+-у под називом Driving Home 2 U (A Sour Film), који ће бити објављен 25. марта 2022. године.
Родригова је номинована у седам категорија на 64. додели награда Греми, као што су награде за најбољег новог извођача, албум године за Sour, као и плочу године и песму године за „Drivers License”.

## Стваралаштво и узори
Родригова је описана као поп, поп рок, тин поп, инди поп, алтернативни поп и баблгам поп извођач. Наводи Тејлор Свифт и Лорд као своје идоле и главне музичке инспирације, а себе је назвала и највећим обожаваоцем Свифтове „на целом свету”. Њене друге узоре чине: Аланис Морисет, Кејси Масгрејвс, Фиона Епл, St. Vincent, Карди Би, Гвен Стефани и Аврил Лавињ. Родригова је изјавила да жели да буде текстописац, а не „највећа поп звезда која је икада постојала”. Открила је да се одлучила да потпише уговор са кућама Interscope/Geffen Records након што је њихов извршни директор похвалио њено писање песама, а не „потенцијални квалитет звезде”. Музичка новинарка Лора Снејпс назвала је Родригову „барјактарком” новог таласа текстописаца који су склони моћним баладама „које су емотивне као и увек, али пројектују ту унутрашњу емоцију, размењујући напуханост за тишину”, а описала њен музички стил као укорењен болу у срцу, душевном здрављу и тузи, без мелодраме, изражавајући више реалистичне перспективе него отпорне.

## Други подухвати
Дана 13. јула 2021. Родригова је била део рада Беле куће у промоцији вакцинације против ковида 19 међу младим људима у САД. Састала се са председником Џоом Бајденом, потпредседницом Камалом Харис и главним медицинским саветником Ентонијем Фаучијем, како би разговарала о свом раду поводом тог питања. Према извештају CNN-а, Родригова ће снимати видео-записе о важности вакцинације младих, укључујући и одговарање на питања која млади имају у вези са вакцинацијом.
Родригова је институтски говорник и панелиста Института Џина Дејвис о родој распрострањености у медијима.

## Дискографија
- (2021)
- (2023)

## Филмографија
| Година     | Српски назив                           | Изворни назив | Улога                | Напомене                                                |
| ---------- | -------------------------------------- | ------------- | -------------------- | ------------------------------------------------------- |
| 2015.      |                                        |               | Грејс Томас          | филм                                                    |
| 2016—2019. | Чудакиње                               |               | Пејџ Олвера          | главна улога                                            |
| 2017.      | Нова девојка                           |               | Теринеа              | епизода: „Млади”                                        |
| 2019—2022. | Средњошколски мјузикл: Мјузикл: Серија |               | Нини Салазар-Робертс | главна улога                                            |
| 2021.      | Уживо суботом увече                    |               | себе                 | музички гост; епизода: „Киган-Мајкл Ки/Оливија Родриго” |
| 2022.      |                                        |               | себе                 | документарни филм                                       |

## Турнеје
- (2022)
- (2024)

## Награде и номинације
| Награда                        | Година                     | Прималац и номиновани        | Категорија                                 | Резултат      | Реф.      |
| ------------------------------ | -------------------------- | ---------------------------- | ------------------------------------------ | ------------- | --------- |
| Америчке музичке награде       | 2021.                      | она                          | извођач године                             | Номинација    | [ 78 ]    |
| Америчке музичке награде       | 2021.                      | она                          | нови извођач године                        | Освојено      | [ 78 ]    |
| Америчке музичке награде       | 2021.                      | она                          | омиљени поп женски извођач                 | Номинација    | [ 78 ]    |
| Америчке музичке награде       | 2021.                      | „”                           | омиљена песма у тренду                     | Номинација    | [ 78 ]    |
| Америчке музичке награде       | 2021.                      | „”                           | омиљени музички спот                       | Номинација    | [ 78 ]    |
| Америчке музичке награде       | 2021.                      | „”                           | омиљена поп песма                          | Номинација    | [ 78 ]    |
| Америчке музичке награде       | 2021.                      |                              | омиљени поп албум                          | Номинација    | [ 78 ]    |
|                                | 2021.                      | себе                         | нови извођач                               | Освојено      | [ 79 ]    |
|                                | 2021.                      | албум године                 | Освојено                                   |               | [ 79 ]    |
| „”                             | 2021.                      | песма године                 | Освојено                                   |               | [ 79 ]    |
|                                | 2021.                      |                              | најбољи међународни извођач                | Номинација    | [ 80 ]    |
|                                | 2022.                      | она                          | жена године                                | Освојено      | [ 81 ]    |
| Награде Брит                   | 2022.                      | она                          | најбољи извођач                            | Номинација    | [ 82 ]    |
| Награде Брит                   | 2022.                      | „”                           | најбоља међународна песма                  | Освојено      | [ 82 ]    |
| Данске музичке награде         | 2021.                      |                              | међународни албум године                   | Освојено      |           |
| Награде Греми                  | 2022.                      | албум године                 | На чекању                                  | [ 83 ] [ 84 ] |           |
| Награде Греми                  | 2022.                      | најбољи поп вокални албум    | На чекању                                  | [ 83 ] [ 84 ] |           |
| Награде Греми                  | 2022.                      | „”                           | плоча године                               | [ 83 ] [ 84 ] | На чекању |
| Награде Греми                  | 2022.                      | „”                           | песма године                               | [ 83 ] [ 84 ] | На чекању |
| Награде Греми                  | 2022.                      | „”                           | најбоља поп соло изведба                   | [ 83 ] [ 84 ] | На чекању |
| Награде Греми                  | 2022.                      | „”                           | најбољи музички спот                       | [ 83 ] [ 84 ] | На чекању |
| Награде Греми                  | 2022.                      | себе                         | најбољи нови извођач                       | [ 83 ] [ 84 ] | На чекању |
|                                | 2021.                      | себе                         | награда за друштвену звезду                | Освојено      | [ 85 ]    |
| 2022.                          | женски извођач године      | себе                         | На чекању                                  | [ 86 ]        |           |
| 2022.                          | најбољи нови поп извођач   | себе                         | На чекању                                  | [ 86 ]        |           |
| 2022.                          | најбоља армија обожавалаца | себе                         | На чекању                                  | [ 86 ]        |           |
| 2022.                          | „”                         | песма године                 | На чекању                                  | [ 86 ]        |           |
| 2022.                          | „”                         | најбољи музички спот         | На чекању                                  | [ 86 ]        |           |
| 2022.                          | „”                         | најбољи текст                | На чекању                                  | [ 86 ]        |           |
| 2022.                          | „”                         | најбољи текст                | На чекању                                  | [ 86 ]        |           |
| 2022.                          | „”                         | песма године на -у           | На чекању                                  | [ 86 ]        |           |
|                                | 2021.                      | себе                         | најбољи међународни нови извођач           | Номинација    | [ 87 ]    |
| „”                             | 2021.                      | најбоља међународна песма    | Номинација                                 |               | [ 87 ]    |
|                                | 2021.                      | најбољи међународни албум    | Освојено                                   |               | [ 87 ]    |
| Награде по избору деце Бразила | 2021.                      | „”                           | хит године                                 | Номинација    | [ 88 ]    |
| Награде по избору деце Бразила | 2021.                      | „”                           | спот године                                | Номинација    | [ 88 ]    |
|                                | 2021.                      | себе                         | најбољи амерички извођач                   | Номинација    | [ 89 ]    |
| најбољи поп извођач            | 2021.                      | себе                         | Номинација                                 |               | [ 89 ]    |
| најбољи нови извођач           | 2021.                      | себе                         | Номинација                                 |               | [ 89 ]    |
| најбољи промовисани извођач    | 2021.                      | себе                         | Освојено                                   |               | [ 89 ]    |
| „”                             | 2021.                      | најбоља песма                | Номинација                                 |               | [ 89 ]    |
| „”                             |                            | 2021.                        | глобални хит године                        | Номинација    | [ 90 ]    |
|                                | 2021.                      | „”                           | глобални хит                               | Номинација    | [ 91 ]    |
|                                | 2021.                      | она                          | најбољи нови извођач                       | Освојено      | [ 92 ]    |
| извођач године                 | 2021.                      | она                          | Номинација                                 |               | [ 92 ]    |
| „”                             | 2021.                      | песма године                 | Освојено                                   |               | [ 92 ]    |
| „”                             | 2021.                      | наступ промовисаног извођача | Освојено                                   |               | [ 92 ]    |
| „”                             | 2021.                      | најбољи поп спот             | Номинација                                 |               | [ 92 ]    |
| „”                             | 2021.                      | песма лета                   | Номинација                                 | [ 93 ]        |           |
|                                | 2021.                      | она                          | награда глобалног достигнућа               | Освојено      | [ 94 ]    |
| Награде по избору деце Мексика | 2021.                      | „”                           | глобални хит                               | Номинација    | [ 95 ]    |
|                                | 2022.                      | она                          | најбољи нови извођач на свету              | На чекању     | [ 96 ]    |
| „”                             | 2022.                      | најбоља песма на свету       | На чекању                                  |               | [ 96 ]    |
| Награде по избору публике      | 2021.                      | она                          | женски извођач године                      | Номинација    | [ 97 ]    |
| Награде по избору публике      | 2021.                      | она                          | нови извођач године                        | Освојено      | [ 97 ]    |
| Награде по избору публике      | 2021.                      | „”                           | песма године                               | Номинација    | [ 97 ]    |
| Награде по избору публике      | 2021.                      | „”                           | музички спот године                        | Номинација    | [ 97 ]    |
| Награде по избору публике      | 2021.                      |                              | албум године                               | Освојено      | [ 97 ]    |
|                                | 2021.                      | „”                           | страна песма године                        | Номинација    | [ 98 ]    |
|                                | 2021.                      | „”                           | десет најбољих међународних златних песама | Освојено      | [ 99 ]    |
|                                | 2021.                      | она                          | феномени                                   | Освојено      | [ 100 ]   |
|                                | 2021.                      |                              | најбољи пројекат специјалног спота         | Номинација    | [ 101 ]   |
|                                | 2021.                      | она                          | текстописац године                         | Освојено      | [ 102 ]   |